# Epidendrum ochricolor
Epidendrum ochricolor är en orkidéart som beskrevs av Alex Drum Hawkes. Epidendrum ochricolor ingår i släktet Epidendrum och familjen orkidéer.
Artens utbredningsområde är Ecuador. Inga underarter finns listade i Catalogue of Life.